# Christiane Pieper
Christiane Pieper (* 1962 im Bergischen Land) ist eine deutsche Comiczeichnerin und Illustratorin.

## Leben und Werk
Christiane Pieper wuchs als zweite Tochter eines Landwirtes und einer Kirchenorganistin auf einem Bauernhof auf. Nach einem Vordiplom in Psychologie studierte sie visuelle Kommunikation in Kassel und Düsseldorf.
Seit 1993 illustriert Pieper Kinderbücher und Sachbücher, Jugendromane für Verlage im In- und Ausland. Sie hat seither insgesamt über 40 Bücher illustriert.
Daneben hat sie Zeichenworkshops in Osteuropa, dem Nahen Osten, Afrika und Indien durchgeführt.

## Stil
Piepers besonderes Interesse gilt der Erfassung von Stimmungen und Bewegung in ihren Bildern und dies enthüllt den Humor in den Situationen, die sie darstellt. Wegen ihrer Kindheit auf einem Bauernhof hat sie ein besonderes Interesse an Tieren an sich sowie deren Symbolik für die Menschheit.

## Preise
- 1994: Troisdorfer Bilderbuchpreis[2]
- 2019: Troisdorfer Bilderbuchpreis für ihre Illustrationen zu Hick! von Anushka Ravishankar[3]

## Bibliografie (Auswahl)
- Der Möhrenfresser mit Diana Pitcher, Peter Hammer Verlag, Wuppertal 1993. ISBN 3-87294-543-2
- Komm auf die Welt, Peter Hammer Verlag, Wuppertal 1994, 2004, 2009. ISBN 3-87294-632-3
- Kreuz und quer Josefine und der Bär, Peter Hammer Verlag, Wuppertal 1998, 2004. ISBN 3-87294-794-X
- Die Nichte in der Fichte, Peter Hammer Verlag, Wuppertal 2009. ISBN 978-3-7795-0272-2
- Annas Wunschtag mit Tanya Stewner, S. Fischer Verlag, Frankfurt a. M. 2012. ISBN 978-3-596-85467-7
- Gummistiefel die sich streiten mit Heidemarie Brosche, Coppenrath Verlag. Münster, 2012. ISBN 978-3-649-61177-6
- Müde? Ich? mit Jochen Mariss, Grafik Werkstatt Bielefeld 2013. ISBN 978-3-86229-236-3
- Der Prinz im Gurkenglas mit Katharina Morello, Wuppertal, Peter Hammer Verlag 2014, ISBN 978-3-7795-0495-5
- Landei. Eine Kindheit, Edition Moderne, Zürich 2015, ISBN 978-3-03731-135-6